# Velodromo di Vincennes
Il velodromo municipale Jacques Anquetil (detto anche vélodrome de Vincennes o più colloquialmente La Cipale) è uno stadio di Vincennes, costeggiante il XII arrondissement di Parigi.
Inizialmente costruito come velodromo nel 1894, ospitò la cerimonia di apertura dei Giochi della II Olimpiade e le gare di ciclismo, cricket, rugby, calcio, tiro e ginnastica. Successivamente ospitò anche le gare di ciclismo e di calcio dei Giochi della VIII Olimpiade.
Nel secondo dopoguerra, ospita le gare di omnium fra nazionali di ciclismo (principalmente Francia, Belgio, e Italia) e altre manifestazioni come la Roue d'Or. In seguito alla seconda demolizione del parco dei Principi, fu utilizzato come circuito finale del Tour de France delle edizioni fra il 1968 e il 1974.
Nel 1987, fu intitolato alla memoria del grande ciclista francese Jacques Anquetil. È ancora oggi utilizzato per gare di ciclismo, calcio e rugby.
Nel 1982 ospitò la prima finale del campionato francese di football americano.

## Incontri internazionali

Vélodrome Jacques-Anquetil